# Hancock (condado de Hillsborough)
Hancock es un lugar designado por el censo ubicado en el condado de Hillsborough en el estado estadounidense de Nuevo Hampshire. En el Censo de 2020 tenía una población de 213 habitantes y una densidad poblacional de 231,52 personas por km².

## Geografía
Hancock se encuentra ubicado en las coordenadas 42°58′28″N 71°58′48″O / 42.97444, -71.98000. Según la Oficina del Censo de los Estados Unidos, Hancock tiene una superficie total de 1.09 km², de la cual 0.92 km² corresponden a tierra firme y (15.24%) 0.17 km² es agua.

## Demografía
Según el censo de 2010, había 204 personas residiendo en Hancock. La densidad de población era de 187,54 hab./km². De los 204 habitantes, Hancock estaba compuesto por el 97.06% blancos, el 0.49% eran afroamericanos, el 0.49% eran amerindios, el 0% eran asiáticos, el 0% eran isleños del Pacífico, el 0% eran de otras razas y el 1.96% pertenecían a dos o más razas. Del total de la población el 1.47% eran hispanos o latinos de cualquier raza.